# Parameterdarstellung

Parameterdarstellungen des Einheitskreises
rot:
grün:
Die Parameter und laufen jeweils von 0 bis 3 mit einer Schrittweite von 0,2. Der Parameter der ersten Darstellung ist die Bogenlänge. Die zweite Darstellung besteht allein aus rationalen Funktionen. Beide Darstellungen erfüllen die Kreisgleichung

Unter einer Parameterdarstellung versteht man in der Mathematik eine Darstellung, bei der die Punkte einer Kurve oder Fläche als Funktion einer oder mehrerer Variablen, der Parameter, durchlaufen werden. Für die Beschreibung einer Kurve in der Ebene oder im Raum wird ein Parameter benötigt, für die Beschreibung einer Fläche ein Satz von zwei Parametern.
Eine Kurve oder Fläche mit Parametern zu beschreiben, wird Parametrisierung genannt. Die Zuweisung von konkreten Werten zu den einzelnen Parametern wird Parametrierung genannt.
Ein Beispiel ist die Beschreibung des Einheitskreises um den Ursprung eines kartesischen Koordinatensystems in der Ebene. Ein möglicher Parameter ist der Winkel {\displaystyle t} im Koordinatenursprung (s. nebenstehendes Bild), womit man folgende Parameterdarstellung des Ortsvektors {\displaystyle {\vec {r}}} in Abhängigkeit von {\displaystyle t} erhält:
{\displaystyle {\vec {r}}(t)={\begin{pmatrix}x(t)\\y(t)\end{pmatrix}}={\begin{pmatrix}\cos t\\\sin t\end{pmatrix}}\quad \mathrm {f{\ddot {u}}r} \ 0\leq t<2\pi .}
Die Beschreibung der Bahnkoordinaten eines bewegten Objektes in Abhängigkeit von der Zeit ist ein Beispiel einer Parameterdarstellung in der Physik.
Ist eine Parameterdarstellung einer Kurve oder Fläche bekannt, kann zu jedem Parameter(satz) direkt der entsprechende Punkt der Kurve oder Fläche angegeben werden. Dagegen ist es meist schwieriger, zu entscheiden, ob ein gegebener Punkt auf der Kurve oder Fläche liegt.
Kurven oder Flächen können auf unterschiedliche Art parametrisiert werden. Bei Kurven ist es oft günstig, die Bogenlänge, gemessen von einem festen Punkt aus entlang der Kurve, als Parameter zu wählen. Die Parameter von Flächen oder höherdimensionalen Gebilden werden oft so gewählt, dass die Parameterlinien orthogonal sind. Auch bei relativ einfachen Gebilden ist es nicht immer möglich, zu jeder Parametrisierung eine Parameterdarstellung der Koordinaten mit Hilfe von elementaren Funktionen zu finden, beispielsweise wenn bei einer Ellipse die Bogenlänge als Parameter gewählt wird.

## Eigenschaften der Parameterdarstellungen
Neben der Parameterdarstellung gibt es auch andere Möglichkeiten, Kurven oder Flächen zu beschreiben. In der Ebene beschreibt beispielsweise der Graph einer Funktion eine Kurve, im dreidimensionalen Raum kann durch die Funktion {\displaystyle z=f(x,y)} eine Fläche beschrieben werden. Dies sind spezielle Parameterdarstellungen, wenn man die Funktionsvariablen als Parameter auffasst. Sie sind allerdings nicht zur Darstellung von Figuren wie Kreisen oder Kugeln geeignet, da sie jedem Punkt der {\displaystyle x}-Achse oder der {\displaystyle x}-{\displaystyle y}-Ebene nur einen Punkt zuordnen können. Mit der Funktion
{\displaystyle y=f(x)={\sqrt {1-x^{2}}}}
kann nur ein Halbkreis dargestellt werden. Um einen vollen Kreis zu erhalten, muss ein weiterer Halbkreis {\displaystyle y_{2}=-f(x)} hinzugefügt werden.
Eine weitere Darstellungsmöglichkeit ist die implizite Beschreibung durch eine Gleichung der Koordinaten, beispielsweise {\displaystyle F(x,y)=0}. Der Einheitskreis lässt sich in dieser Form durch die Kreisgleichung
{\displaystyle x^{2}+y^{2}-1=0\,}
beschreiben. Diese Form eignet sich gut, um zu prüfen, ob ein gegebener Punkt auf einer Kurve oder Ebene liegt, da lediglich geprüft werden muss, ob die Koordinaten die Gleichung erfüllen (siehe Punktprobe). Mit einer solchen impliziten Gleichung können nur Objekte beschrieben werden, deren Dimension um 1 geringer ist als die des Raumes, in dem sie beschrieben werden. Eine Gleichung reicht im dreidimensionalen Raum zur Beschreibung von Flächen, nicht jedoch von Kurven.
Bei einer Parameterdarstellung ist es leicht, einzelne Punkte zu berechnen, die zur parametrisierten Kurve oder Fläche gehören. Sie eignet sich daher gut, um diese Objekte zu zeichnen, beispielsweise in CAD-Systemen. Außerdem lassen sich die berechneten Koordinaten leicht in andere Koordinatensysteme transformieren, so dass Objekte relativ einfach verschoben, gedreht oder skaliert werden können.
In der Physik eignet sich die Parameterdarstellung zur Beschreibung der Bahn bewegter Objekte, wobei meist die Zeit {\displaystyle t} als Parameter gewählt wird. Die Ableitung des Ortsvektors {\displaystyle {\vec {r}}(t)} nach der Zeit ergibt dann die zeitabhängige Geschwindigkeit {\displaystyle {\vec {v}}(t)={\vec {r}}\,'(t)}, die zweite Ableitung die Beschleunigung {\displaystyle {\vec {a}}(t)={\vec {r}}\,''(t)}. Ist umgekehrt eine Anfangsposition {\displaystyle {\vec {r}}_{0}} und Anfangsgeschwindigkeit {\displaystyle {\vec {v}}_{0}} zum Zeitpunkt {\displaystyle t_{0}} sowie ein (möglicherweise orts- und zeitabhängiges) Beschleunigungsfeld {\displaystyle {\vec {a}}({\vec {r}},t)} gegeben, erhält man die Parameterdarstellung der Bahnkurve durch Integration. Bei einer konstanten Beschleunigung wie beim schrägen Wurf ohne Luftwiderstand ergibt sich beispielsweise folgende Bahnkurve:
{\displaystyle {\vec {r}}(t)={\vec {r}}_{0}+{\vec {v}}_{0}\cdot (t-t_{0})+{\tfrac {1}{2}}{\vec {a}}\cdot (t-t_{0})^{2}.}
Parameterdarstellungen werden auch in der Differentialgeometrie verwendet. Mit Hilfe von Ableitungen der Ortsvektoren nach den Parametern lassen sich Längen, Tangentenvektoren oder Tangentialebenen, Krümmungen, Winkel oder Flächeninhalte bestimmen. Zur Berechnung von Längen, Winkeln und Flächeninhalten in Flächen ist es nicht nötig, eine explizite Parameterdarstellung der Fläche im Raum zu kennen. Es reicht, wenn die Metrik (erste Fundamentalform) der Fläche, die die Längen entlang den Parameterlinien und die Winkel zwischen den Parameterlinien beschreibt, bekannt ist. Dies kann bei gekrümmten Flächen vorteilhaft sein.

## Parameterdarstellungen von Geraden und Ebenen

Parameterdarstellung einer Ebene

Unter der Parameterdarstellung (oder auch Parameterform) einer Geradengleichung versteht man die Form
{\displaystyle {\vec {r}}={\vec {r}}_{0}+\lambda \cdot {\vec {u}}}
und unter der Parameterdarstellung einer Ebenengleichung die Form
{\displaystyle {\vec {r}}={\vec {r}}_{0}+\lambda \cdot {\vec {u}}+\mu \cdot {\vec {v}}},
wobei {\displaystyle \lambda } und {\displaystyle \mu } die (reellen) Parameter sind. Der Vektor {\displaystyle {\vec {r}}_{0}} ist der Ortsvektor eines Punktes {\displaystyle P_{0}} auf der Geraden oder Ebene. Dieser Punkt heißt Aufpunkt oder Stützpunkt, seinen Ortsvektor {\displaystyle {\vec {r}}_{0}} nennt man dann Stützvektor. Den Vektor {\displaystyle {\vec {u}}} in der Geradengleichung nennt man den Richtungsvektor der Geraden, die Vektoren {\displaystyle {\vec {u}}} und {\displaystyle {\vec {v}}} in der Ebenengleichung ebenfalls Richtungsvektoren oder Spannvektoren. Diese Vektoren dürfen keine Nullvektoren, die Spannvektoren einer Ebene außerdem nicht kollinear sein. Wenn {\displaystyle {\vec {u}}} in der Geradengleichung ein Einheitsvektor ist, entspricht der Parameter {\displaystyle \lambda } dem Abstand eines Geradenpunktes von {\displaystyle P_{0}}.
Die Richtungsvektoren einer Ebenengleichung spannen ein affines Koordinatensystem auf (im nebenstehenden Bild durch das blaue Koordinatennetz innerhalb der Ebene angedeutet), wobei {\displaystyle \lambda } und {\displaystyle \mu } die affinen Koordinaten darstellen. Den Ortsvektor eines Punktes {\displaystyle Q(\lambda ,\mu )} der Ebene erhält man, indem man zum Ortsvektor {\displaystyle {\vec {r}}_{0}} des Punktes {\displaystyle P_{0}} das {\displaystyle \lambda }-fache des Vektors {\displaystyle {\vec {u}}} und dann das {\displaystyle \mu }-fache des Vektors {\displaystyle {\vec {v}}} addiert.

## Reguläre Parameterdarstellungen
Eine differenzierbare Parameterdarstellung einer Kurve heißt regulär, wenn ihre Ableitung in keinem Punkt verschwindet; sie muss nicht notwendigerweise injektiv sein. Allgemein heißt eine differenzierbare Parameterdarstellung regulär, wenn sie eine Immersion ist, das heißt, wenn ihre Ableitung überall injektiv ist (das heißt, ihr Rang ist größer gleich der Dimension des Urbilds).

## Verallgemeinerung auf höhere Dimension
Die Verallgemeinerung ist naheliegend: Es sei {\displaystyle {\mathcal {K}}} eine Karte einer {\displaystyle d}-dimensionalen differenzierbaren Mannigfaltigkeit {\displaystyle {\mathcal {M}}}. Die Karte ist gegeben durch eine {\displaystyle n}-dimensionale differenzierbare Parametrisierung: Für Punkte {\displaystyle P} in {\displaystyle {\mathcal {K}}}  gilt also: {\displaystyle P{\hat {=}}(u_{1},\,\dots \,,u_{n})} mit differenzierbaren Funktionen {\displaystyle u_{i}}.
Für eine beliebige Funktion {\displaystyle f(P)} der Punkte {\displaystyle P} der Mannigfaltigkeit gilt dann für die Ableitung in Richtung des Tangentialvektors einer Kurve auf {\displaystyle {\mathcal {M}}}, die auf der Karte {\displaystyle {\mathcal {K}}} den Kurvenparameter λ hat:
{\displaystyle {\frac {{\rm {d}}f}{{\rm {d}}\lambda }}=\sum _{i=1}^{n}\,{\frac {\partial f}{\partial u_{i}}}{\frac {{\rm {d}}u_{i}}{{\rm {d}}\lambda }}}.
Dieses Ergebnis ist wegen der Kettenregel unabhängig von der gewählten Parametrisierung.

## Parametrisierung von NURBS-Objekten

Nur der Würfel rechts respektiert die inhomogene Parametrisierung der Kurve.

In der Computergrafik wird unter der Parametrisierung häufig die Verteilung von Kurven, die eine NURBS-Fläche aufspannen, oder von Punkten, die eine Kurve aufspannen, verstanden. Die Flächenlinien heißen Isoparms (Isoparametrische Kurven), die Punkte auf NURBS-Kurven werden Control Vertices (CV) genannt. Die Darstellung dieses Aufbaus entspricht der Parameterdarstellung und trägt in der Branche die Bezeichnung Komponentendarstellung.
In der Visualisierung rechts sind zwei identisch aufgebaute Kurven zu sehen, die keine homogene Parametrisierung aufweisen, also zum Beispiel eine hohe Punktdichte unten links. Der blaue Würfel respektiert die CV-Verteilung nicht, während er die Kurve abfährt. Stattdessen bewegt er sich mit konstanter Geschwindigkeit und geht damit von einer homogenen Parametrisierung aus. Der grüne Würfel rechts dagegen respektiert die unterschiedliche Punktdichte und verlangsamt seine Geschwindigkeit stets da, wo die CVs eng aneinander stehen. Beide Animationen haben die gleiche Länge von 200 Einzelbildern.